# 緑道

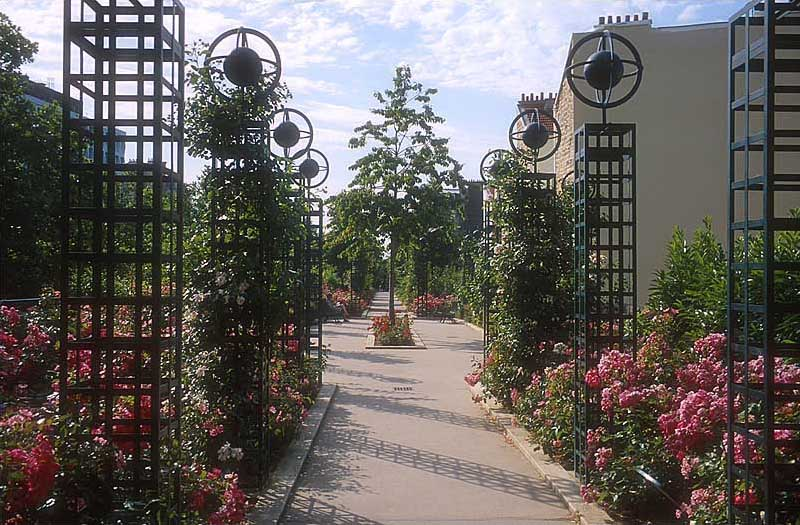
en:Promenade Plantee, a 4.7 km (2.9 mi) パリ12区の廃止された鉄道インフラの上に作られた高架#リニアパーク。

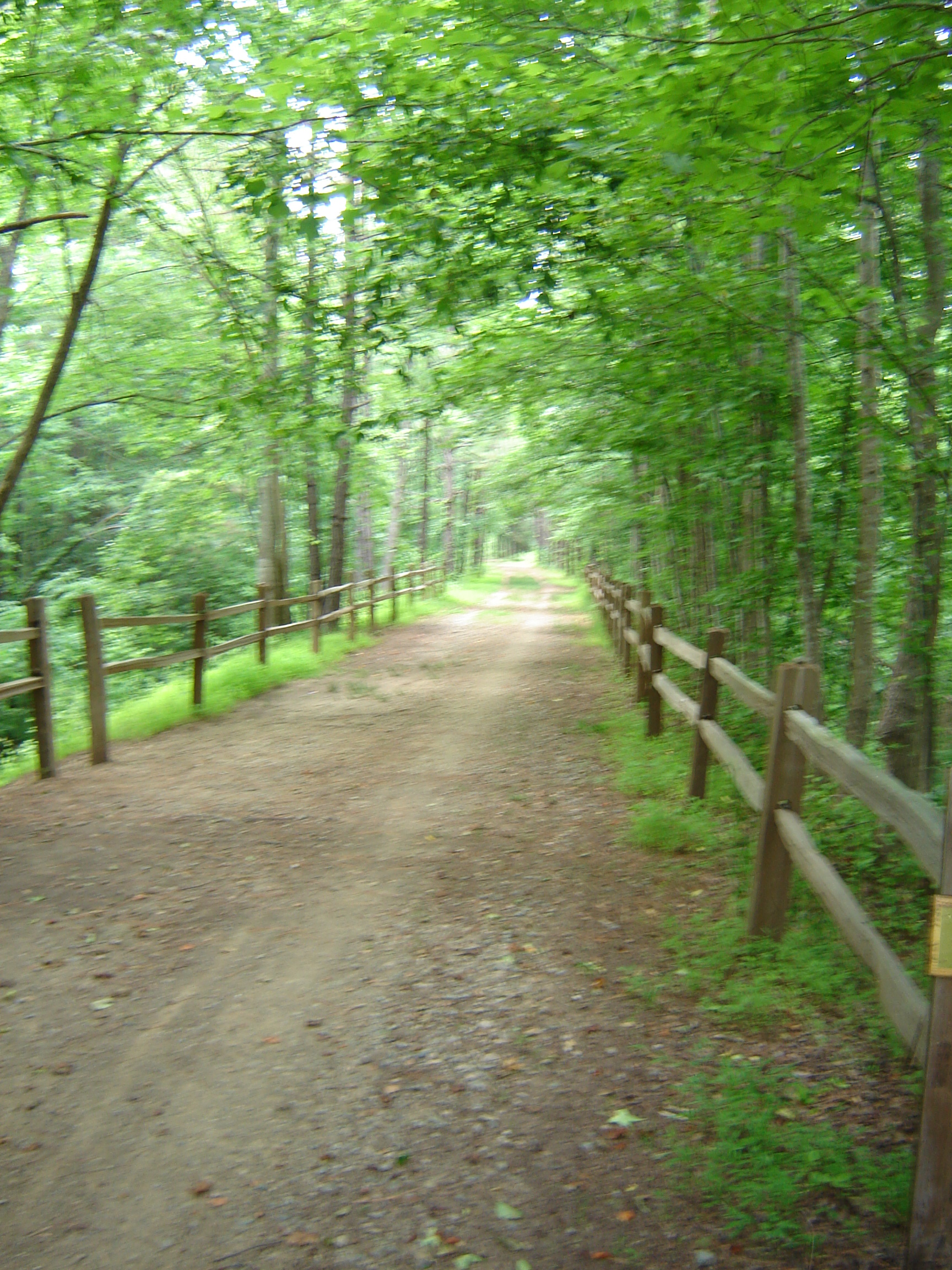
アメリカン・タバコ・トレイルの一部3000 mi :en:East Coast Greenwayの一部。

緑道（りょくどう、Greenway）とは、通常、都市部または農村部において、レクリエーション利用または環境保護のために確保された未開発の土地に沿った共有利用道のことである。
緑道は、レールトレイルのうち廃線になった鉄道跡、河川・運河沿いの曳舟道、公益事業者のrights of way、または廃した工業用地を利用して作られることが多い。
緑道は線形の公園であることもあり、農村部であると野生生物の回廊として機能することもある。
ヨーロッパ・緑道協会が定義する緑道の特徴は「通りやすさ」としている。
つまり「勾配が低いかゼロ」であることで、「移動に不自由のある人を含むあらゆるタイプの利用者」が利用できるようになっている。
イングランド南部では、この用語は古代のトラックウェイやグリーンレーン、特にリッジウェイのような白亜のダウンランドに見られるものも指す。

## 定義

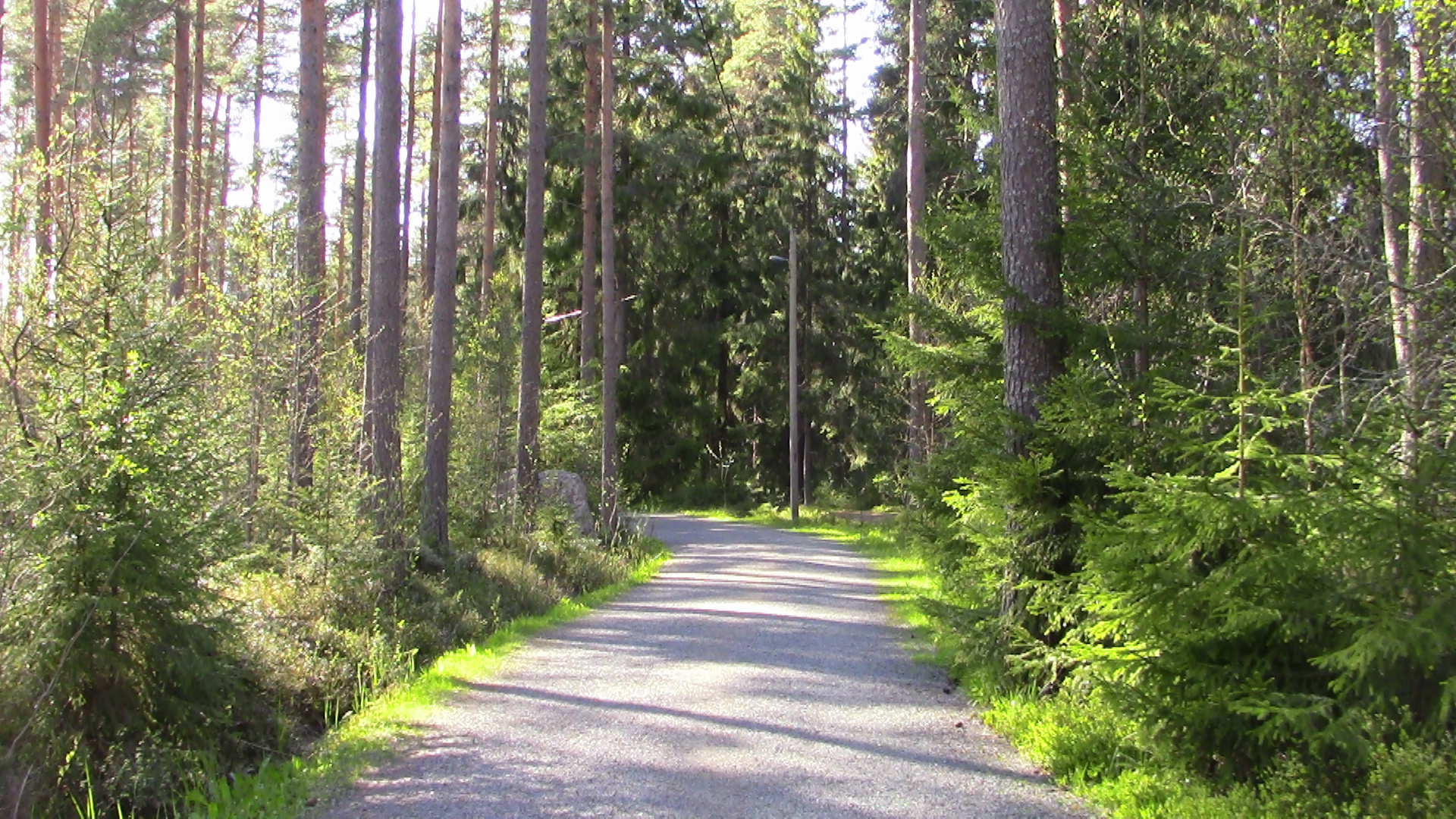
フィンランド、ポリのジョギングコース

緑道は植生があり、直線的で、多目的である。直線的な公園の中に歩道や自転車道が組み込まれている。アーバンデザインでは、自転車通勤や歩きやすさのための構成要素である。自転車道や緑道の建設に携わるイギリスの団体「サストランス」は、交通のないルートは「誰もが利用することを前提に設計されなければならない」とし、「視覚障害者や移動障害のある利用者を支援する」対策が取られるとしている。
アメリカの作家であるチャールズ・リトルは、1990年に出版した『アメリカのための緑道』の中で、緑道を次のように定義している：
川沿い、渓谷、尾根線などの自然の回廊、またはレクリエーション用に転用された鉄道路、運河、風光明媚な道路、その他のルートに沿って設けられた直線的なオープンスペース。公園、自然保護区、文化的特徴、史跡を互いに、また人口密集地と結ぶオープンスペースのコネクターであり、地元では公園道路や緑地帯として指定されている特定の帯状または直線的な公園である
緑道という用語は、グリーンベルトのgreenとパークウェイのwayに由来し、典型的な街路の通路ではなく、レクリエーションや歩行者用であること、また植生が乏しい場所への植生の導入や維持に重点が置かれていることを意味する。緑道には、樹木や低木からなる典型的な公園スタイルの造園だけでなく、コミュニティ・ガーデンを含むものもある。また、ほとんどが連続した小道を持つ傾向がある。緑道はリニアパークに似ているが、後者は都市や郊外の環境でのみ見られる。
ヨーロッパ緑道協会は緑道を次のように定義している。
モーターを使わない移動のためだけに確保された連絡路であり、周辺地域の環境と生活の質を高める統合的な方法で開発されたもの。これらのルートは、幅、勾配、路面の状態について満足のいく基準を満たし、あらゆる能力の利用者にとって使いやすく、危険の少ないものでなければならない。
- リール宣言、ヨーロッパ緑道協会、2000年9月12日
野生動物の回廊も緑道であるが、保護が第一の目的であるため、必ずしもレクリエーション用の公園として管理されているわけではなく、公共の歩道のような施設が含まれていない場合もある。

## 特徴

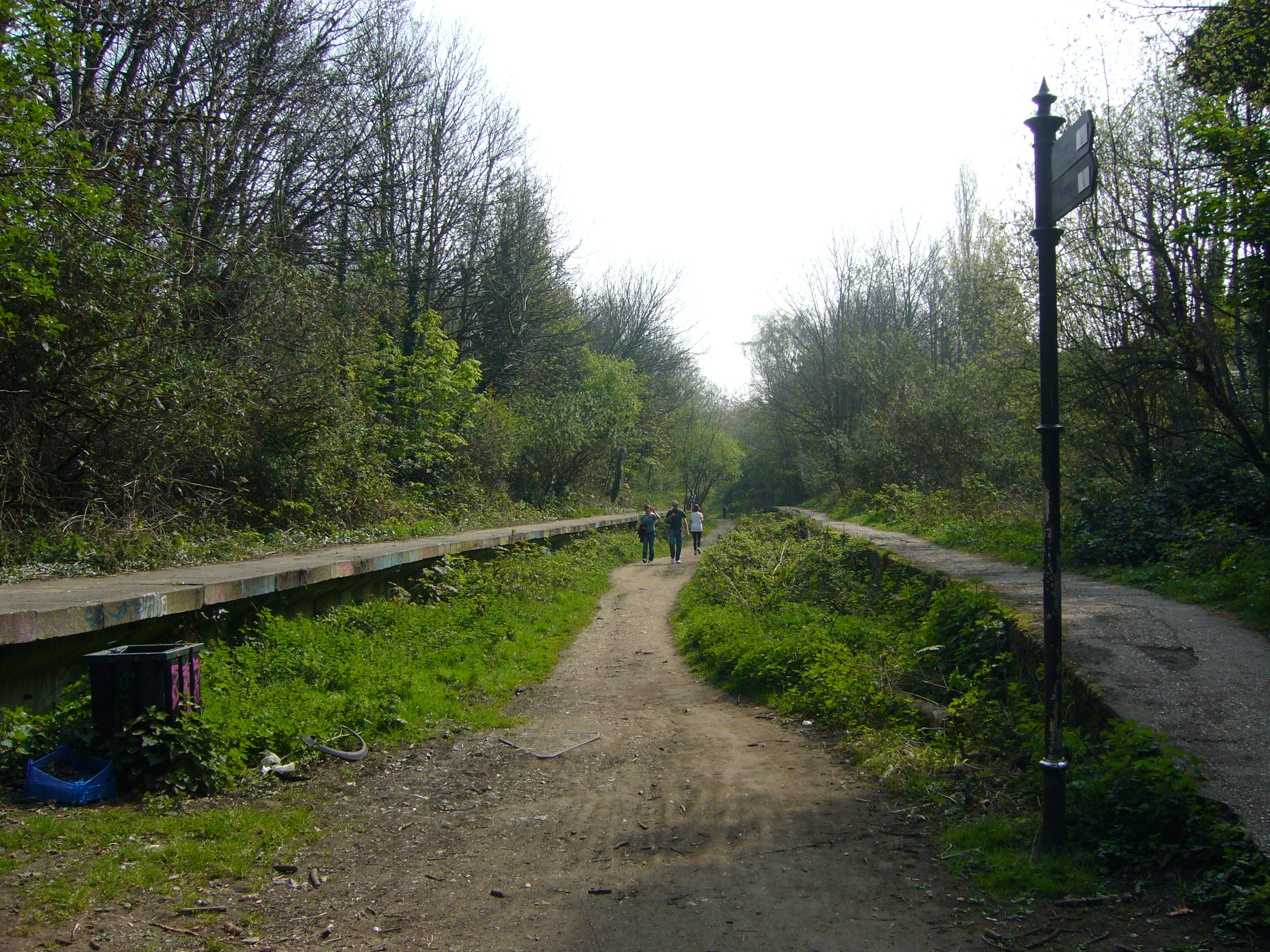
北ロンドンのパークランド・ウォークにある鉄道ホーム

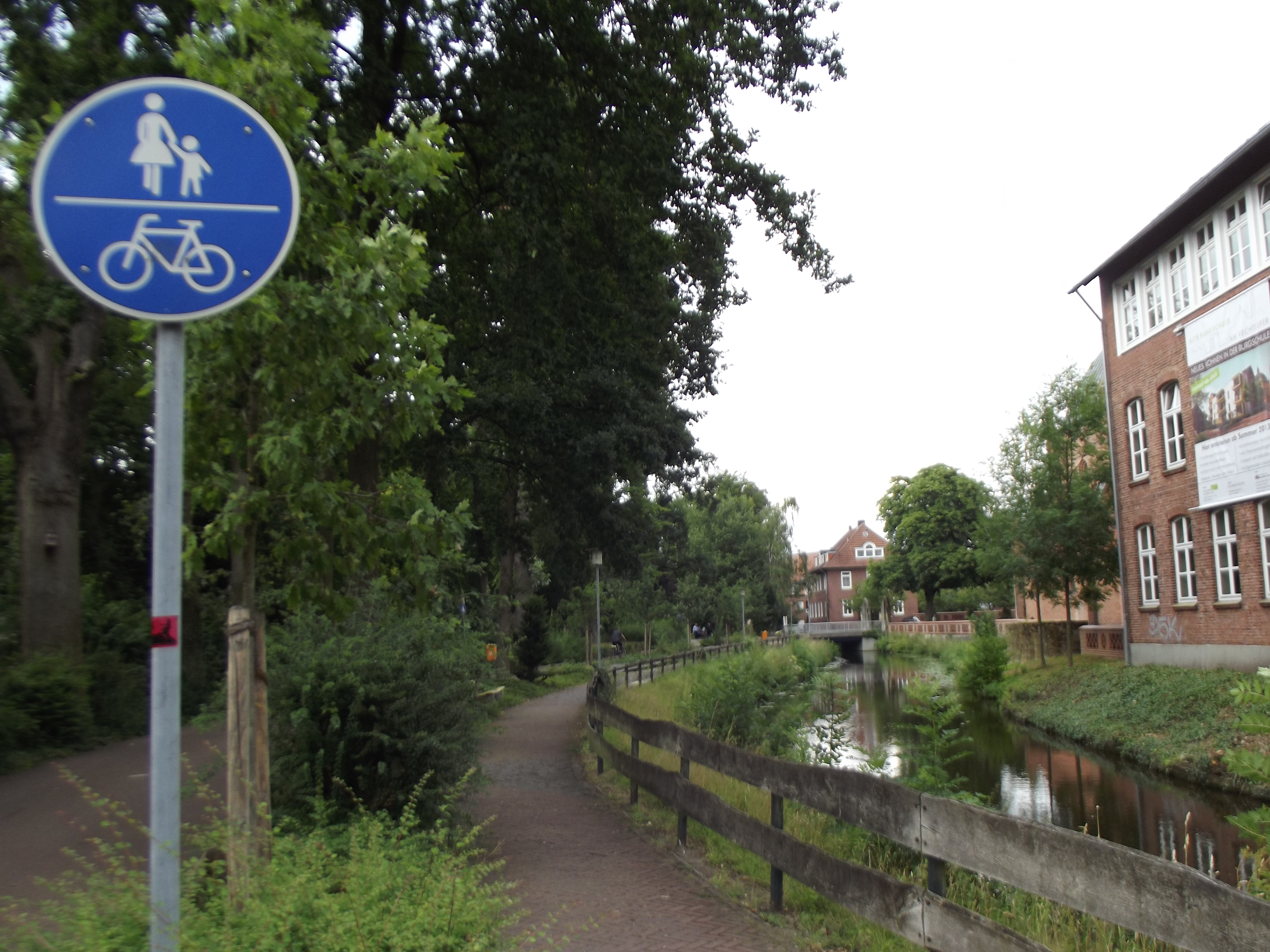
ドイツ、ノルトホルンの都市運河に接する標識のある緑道

チャールズ・リトル（Charles Little）は、1990年に出版した『グリーン ウェイ・フォー・アメリカ（Greenways for America）』という本の中で、緑道には一般的に次の5つのタイプがあると述べている：。
- 都市の川沿い（または他の水域）の緑道。通常、再開発プログラムの一部として（またはその代わりに）、放置され、しばしば荒廃した都市の水辺に沿って作られる。
- レクリエーション緑道：運河、廃線になった鉄道路、公道など、自然の回廊を利用した様々な種類の小道や歩道で、比較的長距離のものが多い。
- 生態学的に重要な自然の回廊。通常は河川や渓流沿いだが、尾根沿いであることは少なく、野生生物の移動と種の交流、自然研究、ハイキングを提供する。
- 風光明媚で歴史的なルートは、通常、道路、高速道路、水路に沿ったもので、最も代表的なものは、ルートに沿って歩行者が通れるようにするか、少なくとも車から降りられる場所を提供する努力をするものである。
- 包括的な緑道システムやネットワークは、通常、谷や尾根などの自然の地形に基づくが、単に市町村や地域の代替的なグリーンインフラを形成するために、様々な種類の緑道やオープンスペースを日和見的に集合させることもある。

緑道は都市部だけでなく農村部にも見られる。緑道として再開発された回廊は、しばしば都市と田舎両方を通り、両者をつないでいる。農村部であっても、緑道は住民に公園として管理されたオープンな土地へのアクセスを提供し、農地のように植生はあるが公共利用には不適切な土地とは対照的である。とくに歴史的な田園地帯の道路網が拡大整備され、高速自動車での移動に便利になるように設計し直された場合においては、緑道は、高齢者や若者、移動が苦手な人、あるいはゆったりとしたペースを求める人たちに代替手段を提供しているのである。

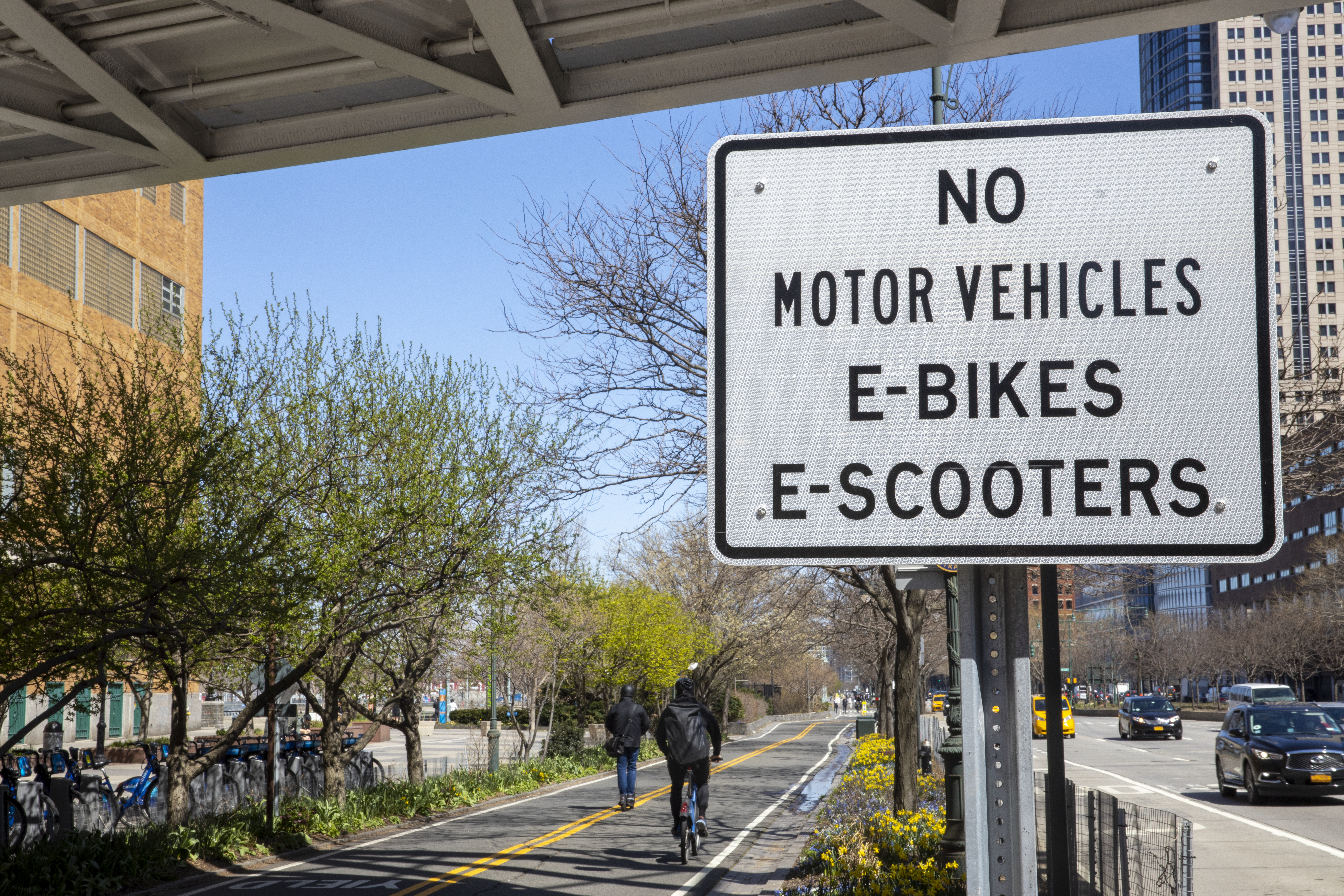
ニューヨークのハドソン川緑道に掲げられた「NO MOTOR VEHICLES E-BIKES E-SCOOTERS」の標識

トム・ターナー（en:Tom Turner）はロンドンの緑道を分析し、成功している事例に共通するパターンを探る。彼は建築家クリストファー・アレグザンダーのパターン・ランゲージの手法にインスパイアされたのである。パターン・ランゲージとは、組織化された首尾一貫した「パターン」の集合のことで、それぞれの「パターン」は、特定の専門分野内でさまざまな方法で使用できる問題と解決策の核を記述している。ターナーは、緑道には7つのタイプ、つまり「パターン」があると結論づけ、各用語を下記の通りに名付けている 
。
- パークウェイ - この用語は特に、トラックなどの大型車を排除した公園内または公園に接続する道路に用いられる[11]。
- ブルーウェイ（en:blueway） - 水上歩道のこと。
- ペーヴウェイ（paveway） - 改良された歩道[12]
- グレーズウェイ - 建物をつなぐガラス張りの通路。ターナーは都市での利用拡大を主張している[13]
- スカイウェイ - 建物と建物をつなぐガラス張りの通路。
- スカイブリッジ、スカイウォーク - 都市部において2つ以上の建物を結ぶ、あるいは山間部のレクリエーションゾーン内の高台を結ぶ、高架式の歩道（橋）である。
- エコウェイ（ecoway） - 都市内の家庭菜園を含む、つながった緑地または緑の回廊[14].
- サイクルウェイ[15]

## 沿岸道路

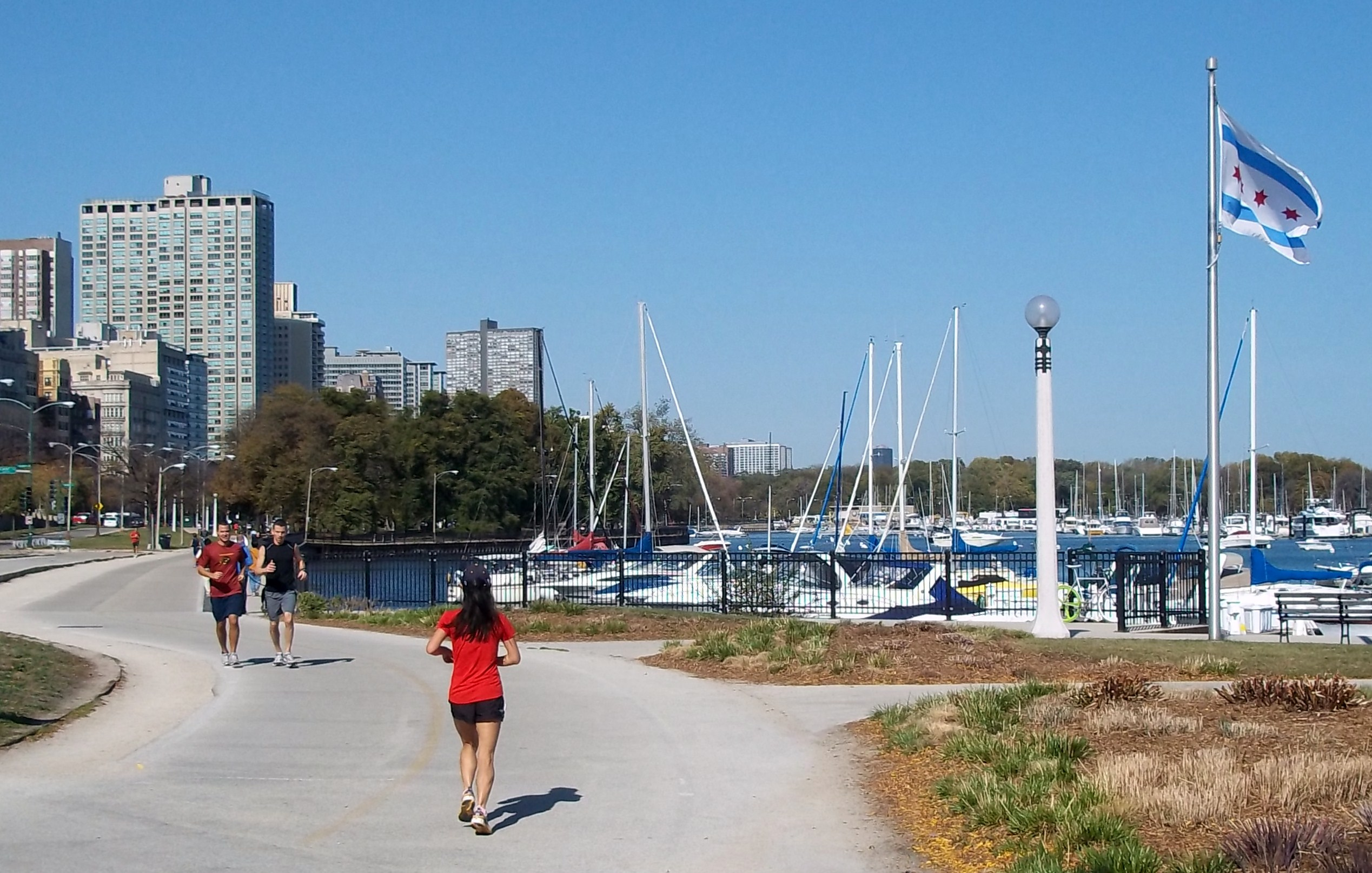
シカゴ・レイクフロント・トレイル

オーストラリアでは、沿岸道路/フォアショアウェイ(前浜道路またはオーシャンウェイ)は遊歩道やボードウォークに類似する。
前浜道路は持続可能な交通手段のアイデアに関係している。歩行者とサイクリストの両方が通行可能であり、海辺に沿って妨げられることなく移動する機会を与える。海へのアクセスのみを提供する行き止まりの道は、こうした前浜道路ではない。
こうした路の回廊には、海沿いのアクセスを提供する下記のような路が備わっていることが多い
- ビーチの歩道
- 前浜端のオフロード緑道
- 道路端のオフロード緑道
- 道路上の自転車道
- 道路上の自家用車ルート
- 道路上の公共交通通路

ニューサウスウェールズ州とクイーンズランド州の州境に、ポイント・デンジャー灯台とゴールドコースト・シーウェイを結ぶゴールドコーストの共有利用歩行者およびサイクリスト用通路がある。このネットワークには36キロメートル (22 mi)で中程度と高質の小道（シカゴ・レイクフロント・トレイル、ドバイ・マリーナ、イースト・リバー・緑道、ニュープリマス海岸ウォークウェイ、マンハッタン・ウォーターフロント・緑道）などがある。
世界中の浜辺の前浜は公道に指定されているものも多い。法的な議論では、前浜はしばしばウェットサンドエリアと呼ばれる（詳細は通行権 (Right of way) を参照）。

## リニアパーク
リニアパーク (linear park) とは、都市部や郊外にある公園で、幅よりも長さがかなり長いものを呼んでいる。レール・トレイル（「rails to trails」）のように、使われなくなった鉄道敷をレクリエーション用に転用したものもあれば、運河に隣接する公有地を利用したもの、また運河や小川、拡張された防壁、電線、高速道路に隣接する公有地を利用するもの、海岸線などが活用される。また、緑道と表現されることも多い。オーストラリアでは、海岸沿いのリニアパークはen:foreshorewayとして知られている。

## 事例

### アジア
- 広東緑道 - 番禺区の広州高等教育メガセンターを含む広州市の大部分をしめる中国の広東省の緑道で、珠江やその他の景勝地に沿って徒歩と自転車のための道を提供している。[22]

### オーストラリア
- en:Gold Coast Oceanway
- Cooks River to Iron Cove Greenway[23]

### カナダ
- Carrall Street Greenway, バンクーバーで建設中
- en:Central Valley Greenway - バンクーバーからニュー・ウエストミンスターまで、メトロバンクーバーを貫く24kmの歩行者・自転車専用道路。
- en:Chrysler Canada Greenway - オンタリオ州エセックス郡にある全長42 kmの鉄道トレイルである。
- en:Grand Concourse (St. John's) - ニューファンドランドの北東部アヴァロン地域のすべての主要な公園、川、池、緑地を結ぶ全長200km（120 mi）の遊歩道。
- en:Trans Canada Trail; en:Newfoundland T'Railway
- en:Vancouver Greenway Network - バンクーバー市の緑道リスト
- Welland Canal Parkway Trail - オンタリオ州のセント・キャサリンズとポート・コルボーン。

### ニュージーランド
- en:Otago Central Rail Trail

### ヨーロッパ
- en:EuroVelo - ヨーロッパ・緑道・アソシエーション提供のヨーロッパ中のサイクリング・ルート。
- Vía Verde del Pas - スペインのエル・アスティジェロとプエンテ・ビエスゴ間
- en:RAVeL network - ベルギーにある、歩行者、サイクリスト、乗馬者、交通弱者のための緩道の自律的なネットワークである。
- en:Waterford Greenway - アイルランドのウォーターフォード州にある、サイクリングやハイキングに使われる鉄道の道。

#### イギリス
- en:Ayot Greenway - en:Alban Way, en:Cole Green Way 。ハートフォードシャー
- The Greenway - イギリス、イースト・ロンドンの徒歩および自転車道
- The Ridgeway - イギリス、南ロンドンの徒歩とサイクリング道
- en:Parkland Walk, 北ロンドンにある埋め立てられた鉄道路線。

### アメリカ合衆国
- en:Anne Springs Close Greenway - サウスカロライナ州フォートミルにある2,100エーカーの緑道とレクリエーションの複合施設。
- Boise River Greenbelt - 20-マイル-long (32 km) アイダホ州ボイシのトレイル・システム。
- en:Brays Bayou - ヒューストンのバイユー。
- en:Capital Area Greenbelt - ペンシルバニア州ハリスバーグの近隣地域、公園、オープンスペースを結ぶ20マイルの緑道。
- en:Capital Area Greenway - ノースカロライナ州ローリーにある全米で最も古いコミュニティ緑道システムのひとつ。
- en:Cardinal Greenway - インディアナ州最長のレクリエーション・トレイル。
- Cherry Creek Greenway デンバーにある
- en:Chicago Lakefront Trail - シカゴのミシガン湖沿岸にある18マイル（29 km）のウォーキング、サイクリング、ランニング・トレイル。
- en:Bloomingdale Trail - シカゴ北西部を東西に走る4.3kmの高架公園。
- en:Dequindre Cut - デトロイトのインターナショナル・リバーフロントにつながる緑道。
- en:East Coast Greenway - 大西洋岸に建設中のトレイル
- en:Emerald Necklace - マサチューセッツ州ボストンにある、フレデリック・ロー・オルムステッドによって設計された、相互に連結された一連の公園
- en:Grand Rounds Scenic Byway - ミネアポリスをほぼ円形に貫く一連の公園
- en:Greater Grand Forks Greenway - ノースダコタ州グランド フォークスとミネソタ州イースト グランド フォークスのレッド川とレッド レイク川のほとりにある大きな公園
- ハイライン - ニューヨーク市
- en:Lafitte Greenway - ニューオーリンズ
- Leon Creek Greenway - テキサス州サンアントニオにある、テキサス大学サンアントニオ校とレオン バレーおよびその先を歩道および自転車道で結んでいる
- en:Little Sugar Creek Greenway - ノースカロライナ州メクレンバーグ郡にある長さ 32 マイルの緑道
- The Loop - アリゾナ州ツーソンを取り囲む 7 つの直線状の公園のネットワークであり、160 マイル以上舗装されたトレイルも
- en:Manhattan Waterfront Greenway - マンハッタン島を周回する歩道および自転車道。
- en:Maryville Alcoa Greenway - テネシー州メリービルのメリービル中等学校からテネシー州アルコアのスプリングブルック パークの端まで伸びる、長さ 8 マイルの徒歩および自転車道
- en:Midtown Greenway - ミネアポリスを通る 5.5 マイルの歩行者と自転車用道路
- en:MillionMile Greenway - アトランタ地下鉄、ジョージア州、米国東部にまたがって接続されている緑道の組織およびシステム
- en:Min Hi Line - ミネアポリスの貨物鉄道と農産業回廊を再利用したリニアパークおよびトレイル
- en:Monadnock-Sunapee Greenway - ニューハンプシャー州南西部の 50 マイルの山道 (舗装または共用の小道ではない)
- en:Mountains to Sound Greenway - シアトルからカスケード山脈を越えてワシントン州エレンズバーグまでの州間高速道路 90 号線を囲む 1 億 5,000 万エーカーの土地
- en:Niagara River Greenway Plan - 米国ナイアガラ辺境沿い
- Ohio & Erie Canalway - オハイオ州北東部の元のオハイオ & エリー運河の道をたどる。一部は、カヤホガバレー国立公園の一部として米国国立公園局によって維持されている Archived 2015-07-13 at the Wayback Machine.
- en:Ohlone Greenway - サンフランシスコ ベイ エリアのイースト ベイ地域にある
- en:Rahway River Parkway - ニュージャージー州ユニオン郡ラーウェイ川沿い
- en:Rachel Carson Greenway - メリーランド州
- en:The River Ring - ミズーリ州セントルイスを取り囲む接続された緑道システム
- en:Rose Kennedy Greenway - ボストンの一連の公園と広場